# United States Joint Forces Command
Le United States Joint Forces Command (USJFCOM ou JFCOM, littéralement « commandement des forces interarmées des États-Unis ») est un ancien Unified Combatant Command du département de la Défense des États-Unis (DoD).
À la différence de cinq commandements ayant des responsabilités opérationnelles sur le terrain, le JFCOM est un commandement fonctionnel qui offre des services spécifiques à l’armée.

## Missions
Le JFCOM a été créé en 1999 quand l’ancien US Atlantic Command fut renommé et qu’on lui confia une nouvelle mission : être le moteur de la transformation des forces armées des États-Unis grâce à des expérimentations et à la formation.
Surnommé le “laboratoire d’idées” du Pentagone, le JFCOM développe des concepts, les teste par des expérimentations, forme les responsables et les forces interarmes et recommande des orientations pour que l’US Army, l’US Navy, l’US Air Force et le US Marine Corps puissent travailler et combattre ensemble.
Son budget en 2010 est de 240 millions de dollars américains.

### Dissolution
Le secrétaire à la Défense Robert Gates a annoncé le 9 août 2010 qu'il comptait dissoudre ce commandement pour raisons budgétaires. Le JFCOM a tenu une cérémonie de roulage de drapeau pour marquer sa dissolution le 4 août 2011, celle-ci ayant effectivement lieu le 31 août 2011.

## Localisation
Le JFCOM avait son quartier général sur la base navale de Norfolk en Virginie. Il employait en 2010 plus de 5 800 personnes (militaires de toutes les branches de l’armée US, des fonctionnaires, des sous-traitants et des consultants).

## Organisation
Les unités subordonnées du JFCOM sont les suivantes:
- Joint Deployment Training Center (JDTC)
- Joint Communications Support Element (JCSE)
- Joint Fires Integration and Interoperability Team (JFIIT)
- Joint Personnel Recovery Agency (JPRA)
- Joint System Integration Center (JSIC)
- Joint Unmanned Aircraft Systems Center of Excellence (JUAS COE)
- Joint Warfare Analysis Command (JWAC)
- Special Operations Command Joint Forces Command (SOCJFCOM)
- Joint Transformation Command - Intelligence (JTC-I)

## Liste des commandants
- Amiral Harold Gehman, USN (1999-2000)
- Général William F. Kernan, USA (2000-2002)
- Amiral Edmund P. Giambastiani, USN (2002-2005)
- Général Lance L. Smith, USAF (2005-2008)
- Général James N. Mattis, USMC (2008-2010)
- Lieutenant-General Keith M. Huber, USA (2010) (intérimaire)
- Général Raymond T. Odierno, USA (2010–2011)